# 福泉市
福泉市（ふくせん-し）は中華人民共和国貴州省黔南プイ族ミャオ族自治州に位置する県級市。
貴州省の中部、黔南プイ族ミャオ族自治州の北部に位置する。総面積1688平方キロメートル、総人口33.5万人。漢族、ミャオ族、プイ族、トン族、イ族、スイ族等25の民族が居住する。近年「国家新型工業化産業模範基地（リン化学工業））」「国家輸出型アップグレード模範基地（リン化学工業）」「中国伝統文化観光名城」等に選出されている。

## 歴史
殷周の時代、涼州と荊州の商人の末裔が、且蘭国の地を治めていた。春秋戦国時代には、且蘭県が設置され、隋唐五代時代には賓化県が設置され、宋代は黎峨里寨と言う地名になった。明代以降は平越安撫司（1375年、このときからこの地は平越と呼ばれた）、軍民指揮司、貴州新鎮道、平越軍民府が設置された。天啓年間には平越の役人の奚栄が初めて平越の最古の地方史二十巻「平越府志」をまとめた。清は平越を直隷州とし、1913年に平越県に改名、1953年に福泉県と改称、1996年12月2日に国務院が県を廃止し市を設置する事を承認した。

## 行政区画
2街道、5鎮、1郷を管轄する。
- 街道
  - 金山街道、馬場坪街道
- 鎮
  - 鳳山鎮、陸坪鎮、竜昌鎮、牛場鎮、道坪鎮
- 郷
  - 仙橋郷

## 交通

### 航空
- 貴陽龍洞堡国際空港　福泉市より95km

### 鉄道
- 中国鉄路総公司
  - 滬昆線
    - 福泉駅

### 道路
- 高速道路
  - 滬昆高速道路
  - 蘭海高速道路
  - S35 甕馬高速道路
- 国道
  - G210国道
  - G320国道
  - G321国道